# Босо
Босо (фр. Beaussault) насеље је и општина у северној Француској у региону Горња Нормандија, у департману Приморска Сена која припада префектури Дјеп.
По подацима из 2011. године у општини је живело 397 становника, а густина насељености је износила 21,69 становника/km². Општина се простире на површини од 18,3 km². Налази се на средњој надморској висини од 127 метара (максималној 242 m, а минималној 112 m).

## Демографија
| 1962. | 1968. | 1975. | 1982. | 1990. | 1999. | 2011. |
| ----- | ----- | ----- | ----- | ----- | ----- | ----- |
| 549   | 581   | 511   | 408   | 367   | 369   | 397   |

График промене броја становника у току последњих година